# Coupe des clubs champions européens 1976-1977
Navigation
Édition précédente Édition suivante
La Coupe des clubs champions européens 1976-1977 a vu la victoire de Liverpool. La compétition s'est terminée le 25 mai 1977 par la finale au Stadio Olimpico à Rome.

## Seizièmes de finale
| Équipe 1            | Résultat | Équipe 2                 | Aller | Retour |
| ------------------- | -------- | ------------------------ | ----- | ------ |
| ÍA Akranes          | 3 - 6    | Trabzonspor              | 1 - 3 | 2 - 3  |
| Austria Vienne      | 1 - 3    | Borussia Mönchengladbach | 1 - 0 | 0 - 3  |
| FC Bruges           | 3 - 2    | Steaua Bucarest          | 2 - 1 | 1 - 1  |
| CSKA Sofia          | 0 - 1    | AS Saint-Étienne         | 0 - 0 | 0 - 1  |
| Dynamo Dresde       | 2 - 0    | Benfica Lisbonne         | 2 - 0 | 0 - 0  |
| Dundalk FC          | 1 - 7    | PSV Eindhoven            | 1 - 1 | 0 - 6  |
| Ferencváros         | 11 - 3   | AS La Jeunesse d'Esch    | 5 - 1 | 6 - 2  |
| Dynamo Kiev         | 5 - 0    | Partizan Belgrade        | 3 - 0 | 2 - 0  |
| Omonia Nicosie      | 1 - 3    | PAOK Salonique           | 0 - 2 | 1 - 1  |
| Rangers FC          | 1 - 2    | FC Zurich                | 1 - 1 | 0 - 1  |
| Stal Mielec         | 1 - 3    | Real Madrid CF           | 1 - 2 | 0 - 1  |
| Viking FK           | 2 - 3    | Baník Ostrava            | 2 - 1 | 0 - 2  |
| Torino FC           | 3 - 2    | Malmö FF                 | 2 - 1 | 1 - 1  |
| Liverpool FC        | 7 - 0    | Crusaders FC             | 2 - 0 | 5 - 0  |
| Køge BK             | 1 - 7    | Bayern Munich            | 0 - 5 | 1 - 2  |
| Sliema Wanderers FC | 2 - 2E   | TPS Turku                | 2 - 1 | 0 - 1  |

## Huitièmes de finale
| Équipe 1         | Résultat | Équipe 2                 | Aller | Retour |
| ---------------- | -------- | ------------------------ | ----- | ------ |
| Dynamo Kiev      | 6 - 0    | PAOK Salonique           | 4 - 0 | 2 - 0  |
| Ferencváros      | 1 - 4    | Dynamo Dresde            | 1 - 0 | 0 - 4  |
| Real Madrid CF   | 0 - 2    | FC Bruges                | 0 - 0 | 0 - 2  |
| AS Saint-Étienne | 1 - 0    | PSV Eindhoven            | 1 - 0 | 0 - 0  |
| Torino FC        | 1 - 2    | Borussia Mönchengladbach | 1 - 2 | 0 - 0  |
| Trabzonspor      | 1 - 3    | Liverpool FC             | 1 - 0 | 0 - 3  |
| FC Zurich        | 3 - 0    | TPS Turku                | 2 - 0 | 1 - 0  |
| Baník Ostrava    | 2 - 6    | Bayern Munich            | 2 - 1 | 0 - 5  |

## Quarts de finale
| Équipe 1                 | Résultat | Équipe 2      | Aller | Retour |
| ------------------------ | -------- | ------------- | ----- | ------ |
| Bayern Munich            | 1 - 2    | Dynamo Kiev   | 1 - 0 | 0 - 2  |
| Borussia Mönchengladbach | 3 - 2    | FC Bruges     | 2 - 2 | 1 - 0  |
| AS Saint-Étienne         | 2 - 3    | Liverpool FC  | 1 - 0 | 1 - 3  |
| FC Zurich                | 4 - 4E   | Dynamo Dresde | 2 - 1 | 2 - 3  |

## Demi-finales
| Équipe 1    | Résultat | Équipe 2                 | Aller | Retour |
| ----------- | -------- | ------------------------ | ----- | ------ |
| Dynamo Kiev | 1 - 2    | Borussia Mönchengladbach | 1 - 0 | 0 - 2  |
| FC Zurich   | 1 - 6    | Liverpool FC             | 1 - 3 | 0 - 3  |

## Finale
| 25 mai 1977 | Liverpool FC                                | 3 – 1 | Borussia Mönchengladbach | Stadio Olimpico, Rome                         |                                               |
|             | McDermott 28e · Smith 64e · Neal 82e (pen.) |       | 52e Simonsen             | Spectateurs : 52 078 Arbitrage : Robert Wurtz | Spectateurs : 52 078 Arbitrage : Robert Wurtz |
|             | Rapport                                     |       |                          | Spectateurs : 52 078 Arbitrage : Robert Wurtz | Spectateurs : 52 078 Arbitrage : Robert Wurtz |